# Lettori CD-ROM Apple
Apple iniziò a montare di serie il lettore CD-ROM con il Macintosh IIvx nel 1992. Ma il lettore CD-ROM divenne un dispositivo diffuso sui computer solo verso il 1993/1994. Apple per soddisfare le necessità degli utenti che avevano acquistato un computer sprovvisto di lettore CD-ROM realizzò una serie di lettori esterni. Tutti i lettori erano forniti di 2 connettori SCSI e di uscite audio stereo.

## AppleCD SC

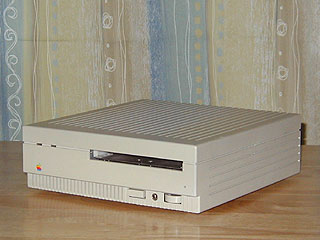
Apple CDsc

Questo è il primo lettore CD-ROM prodotto da Apple. Venne presentato nel 1988, legge i CD alla velocità di 1X. La velocità di trasferimento dati verso il computer è di 800 kB/s. I CD sono inseriti attraverso una custodia particolare chiamata caddy, il lettore è in grado di riconoscere CD-ROM formattati HFS e CD audio. Consuma 40 watt e pesa 4 kilogrammi. 
Dimensioni: A L P 8,4 cm × 24,6 cm × 26,6 cm

## AppleCD SC Plus
Questo lettore era una versione rivista del primo Apple CD SC. Venne presentato poco dopo il primo ed era identico al precedente tranne per la velocità di trasferimento dati che venne portata a 1.5 MB/s. I CD erano inseriti attraverso una custodia particolare chiamata Caddy. Consumava 40 watt e pesava 4 kilogrammi. 
Dimensioni: A L P 8.4 cm × 24.6 cm × 26.6 cm

## AppleCD 150

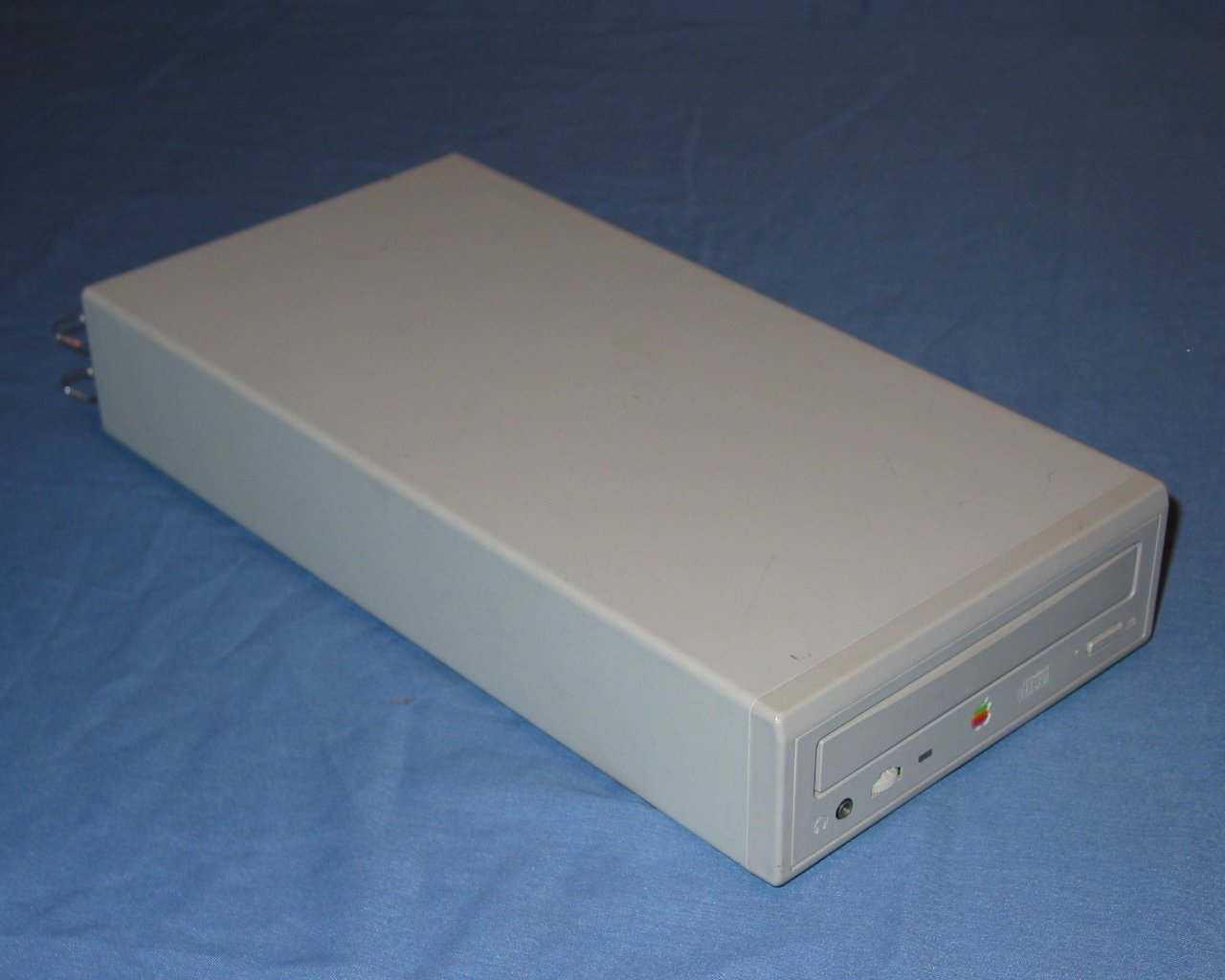
Apple CD150

Questo lettore venne presentato nel 1992. Era un'evoluzione del precedente modello. Una ottimizzazione della meccanica consentì di realizzare il nuovo lettore con dimensioni più contenute del precedente. Il lettore era in grado di riconoscere CD-ROM formattati HFS e CD audio. Le caratteristiche tecniche erano uguali al modello precedente. Pesava 3 kilogrammi.
Dimensioni: A L P 5 cm × 17.8 cm × 32.7 cm

## AppleCD 300e

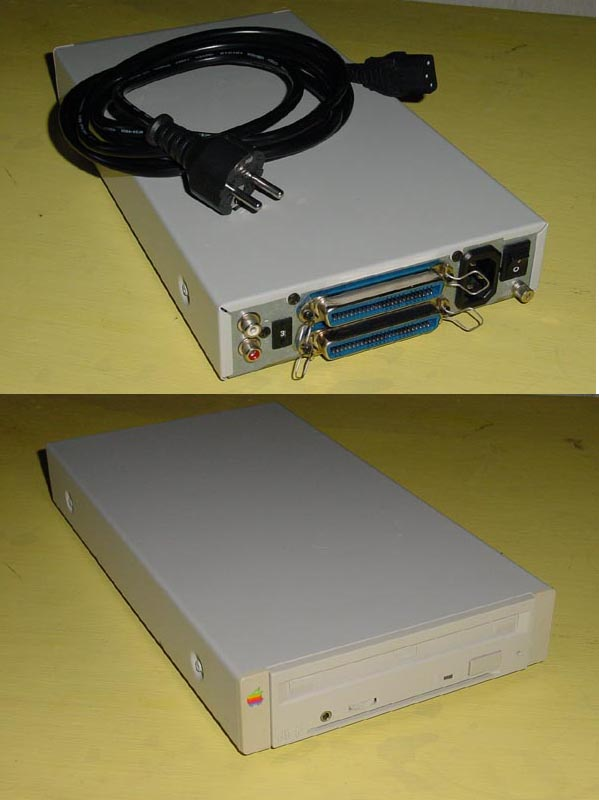
Apple CD300

Anche questo modello venne presentato nel 1992. Questo lettore era in grado di leggere i CD-ROM formattati nello standard ISO 9660, il PhotoCD, Macintosh HFS, CD-ROM XA, CD+G, CD+MIDI e ovviamente i CD audio. Il caricamento dei CD avveniva attraverso una slitta che fuoriusciva dal lettore. La meccanica era migliorata, il lettore era in grado di leggere i CD alla velocità di 2X. La velocità di trasferimento verso il computer era di 2.5 MB/s. Pesava 2.85 kilogrammi.
Dimensioni: A L P 5 cm × 17.8 cm × 33.3 cm

## AppleCD 600e
Questo lettore venne presentato nel 1995 ed era un ulteriore miglioramento del modello precedente. Il lettore leggeva i CD alla velocità di 4X e il trasferimento dati verso il computer avveniva a 5.1 MB/s. Consumava 15 watt e pesava 2.6 kilogrammi.
Dimensioni: A L P 5.9 cm × 15.8 cm × 33.3 cm